# Moraea ochroleuca
Moraea ochroleuca är en irisväxtart som först beskrevs av Richard Anthony Salisbury, och fick sitt nu gällande namn av Pierre Auguste Joseph Drapiez. Moraea ochroleuca ingår i släktet Moraea och familjen irisväxter. Inga underarter finns listade i Catalogue of Life.

## Bildgalleri

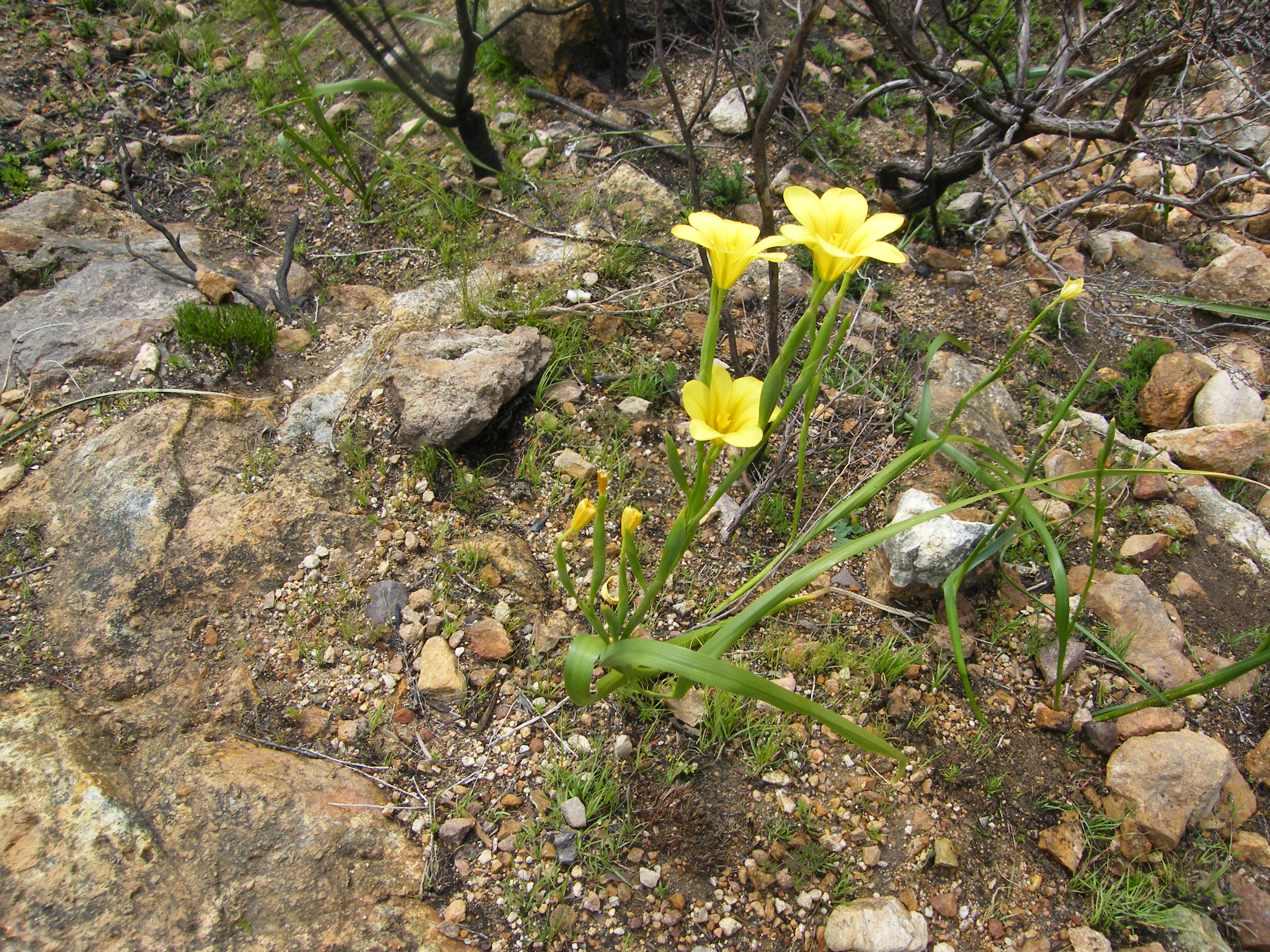
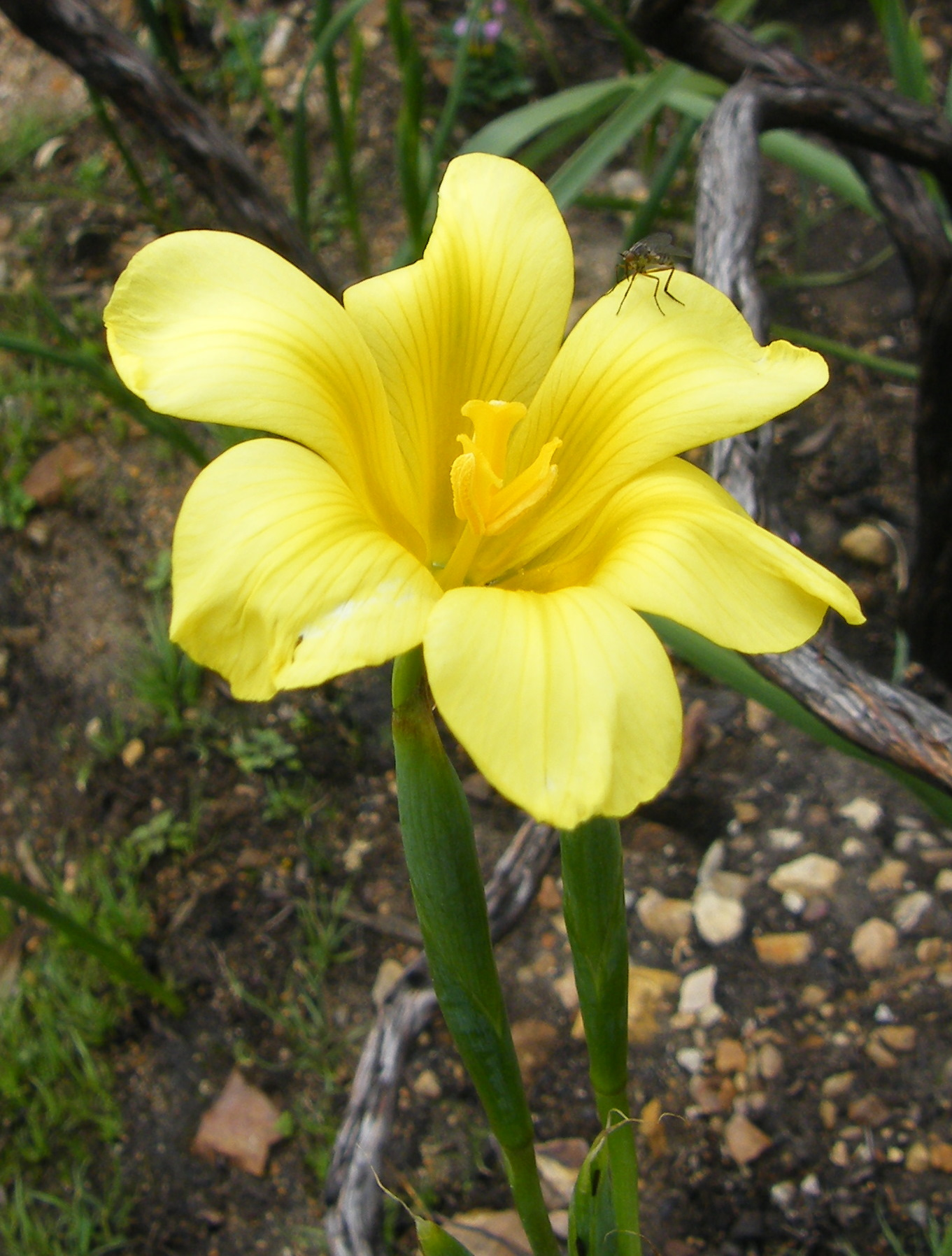